# Белов, Иван Иванович (горный инженер)
Иван Иванович Белов — советский горный инженер, лауреат Ленинской премии (1966). Участник Великой Отечественной войны.

## Биография
Родился в 1919 году в Костроме.
С 1939 по 1942 год студент Московского института цветных металлов и золота им. М. И. Калинина.
В 1942—1946 гг. служил в РККА. Командир отделения минометной дивизии на Южном и Северо-Кавказском фронтах, после окончания артучилища откомандирован в гаубичную артбригаду 3-го Украинского фронта: командир огневого взвода, взвода управления, адъютант командира бригады.
Окончил Московский институт цветных металлов и золота им. М. И. Калинина по специальности «разработка рудных и россыпных месторождений» (1949).
В 1949—1955 и в 1962—1966 гг. старший инженер, начальник производственно-технического отдела, главный инженер Объекта 6 (с 1952), начальник Объекта 118 и (с 1962 г.) главный инженер Объекта 9 СГАО «Висмут» (ГДР).
В 1955—1957 работал в ОКСе Министерства цветной металлургии СССР.
В 1957—1962 гг. главный инженер предприятия, затем районный инженер Главка (Украина и Казахстан — добыча урановых руд).
С 1966 г. — в Министерстве среднего машиностроения СССР: начальник горного отдела Первого Главного управления (1966—1973); главный инженер Навоийского горно-металлургического комбината (1973—1978).
В 1978—1991 гг. — начальник отдела, ведущий инженер ПромНИИпроекта (с 1989 г. — ВНИПИпромтехнологии) (Москва).

## Награды
Лауреат Ленинской премии 1966 года — за создание мощной сырьевой базы и коренное усовершенствование технологии добычи и переработки руд. Награждён орденами и медалями СССР, орденом ГДР.